# Adenosma nelsonioides
Adenosma nelsonioides là một loài thực vật có hoa trong họ Mã đề. Loài này được (Miq.) Hallier f. ex Bremek. mô tả khoa học đầu tiên năm 1955.